# Epifanio (nombre)
Epifanio  es un nombre propio masculino en su variante en español. Procede del griego Επιφάνιος y significa «el que despide brillantez». 

## Equivalencias en otros idiomas
| Variantes en otras lenguas | Variantes en otras lenguas |
| -------------------------- | -------------------------- |
| Español                    | Epifanio                   |
| Alemán                     | Epiphanius                 |
| Catalán                    | Epifani I                  |
| Checo                      | Epiphanius                 |
| Francés                    | Épiphane                   |
| Hebreo                     | אפיפניוס                   |
| Inglés                     | Epiphanius                 |
| Italiano                   | Epifanio                   |
| Lituano                    | Epiphanius                 |
| Neerlandés                 | Epiphanius                 |
| Polaco                     | Epifaniusz                 |
| Portugués                  | Epifânio                   |
| Ruso                       | Епифаний Кипрский          |

## Santoral
- San Epifanio de Pavía se celebra el 17 de julio.
- San Epifanio obispo, 12 de mayo.
- San Epifanio Sierra Conde religioso y mártir, 24 de julio.

## Personajes célebres
- Epifanio de Petra, retórico y sofista griego.
- Epifanio Mejía poeta colombiano.
- Epifanio Garay (c. 1840 - c. 1910) (Bogotá, 9 de enero de 1849 - Villeta, 8 de octubre de 1903) un pintor retratista colombiano.
- Epifanio Méndez Fleitas (1917, San Pedro del Paraná (Paraguay)- 1985, Buenos Aires), un músico, poeta, político, escritor, ensayista paraguayo.

Epifanio Barreto Armoa...Epi..Asunción 7 de abril.de.1966 .Suboficial de la Policía Nacional del Paraguay.
- Datos: Q3726874
- Multimedia: Epifanio (given name) / Q3726874